# Kirmenjak
Kirmenjak is een plaats in de gemeente Poreč in de Kroatische provincie Istrië. De plaats telt 50 inwoners (2001).